# Аччайоли, Филиппо
Филиппо Аччайоли (итал. Filippo Acciaioli; 12 марта 1700, Рим, Папская область — 24 июля 1766, Анкона, Папская область) — итальянский куриальный кардинал, папский дипломат и доктор обоих прав. Племянник кардинала Никколо Аччайоли. Титулярный архиепископ Петры  со 2 декабря 1743 по 24 сентября 1759. Апостольский нунций в Швейцарии с 22 января 1744 по 21 апреля 1754. Апостольский нунций в Португалии с 28 января 1754 по 22 октября 1760. Епископ-архиепископ Анконы с 24 января 1763 по 24 июля 1766. Кардинал-священник с 24 сентября 1759, с титулом церкви Санта-Мария-дельи-Анджели-э-деи-Мартири с 6 апреля 1761. 